# Саркисян, Ерванд Арменакович
Ерванд Арменакович Саркисян (1913—1972) — советский инженер-тракторостроитель. Один из конструкторов трактора ДТ-54.

## Биография
Окончил Харьковский механико-машиностроительный институт (1935).
Работал на тракторных заводах в Харькове (1937—1941), Сталинграде (1941—1942), в Барнауле (1942—1955).
В 1958—1966 доцент Владимирского политехнического института.
С 1966 г. главный конструктор Волгоградского тракторного завода.
Под его руководством разработаны и внедрены в производство дизельные двигатели с воздушным охлаждением.
Умер в 1972 году. Похоронен на Востряковском кладбище.

## Награды и звания
- Государственная премия СССР — за разработку конструкции и промышленное освоение с/х дизельного трактора.